# Commanderij van Sint-Andreas

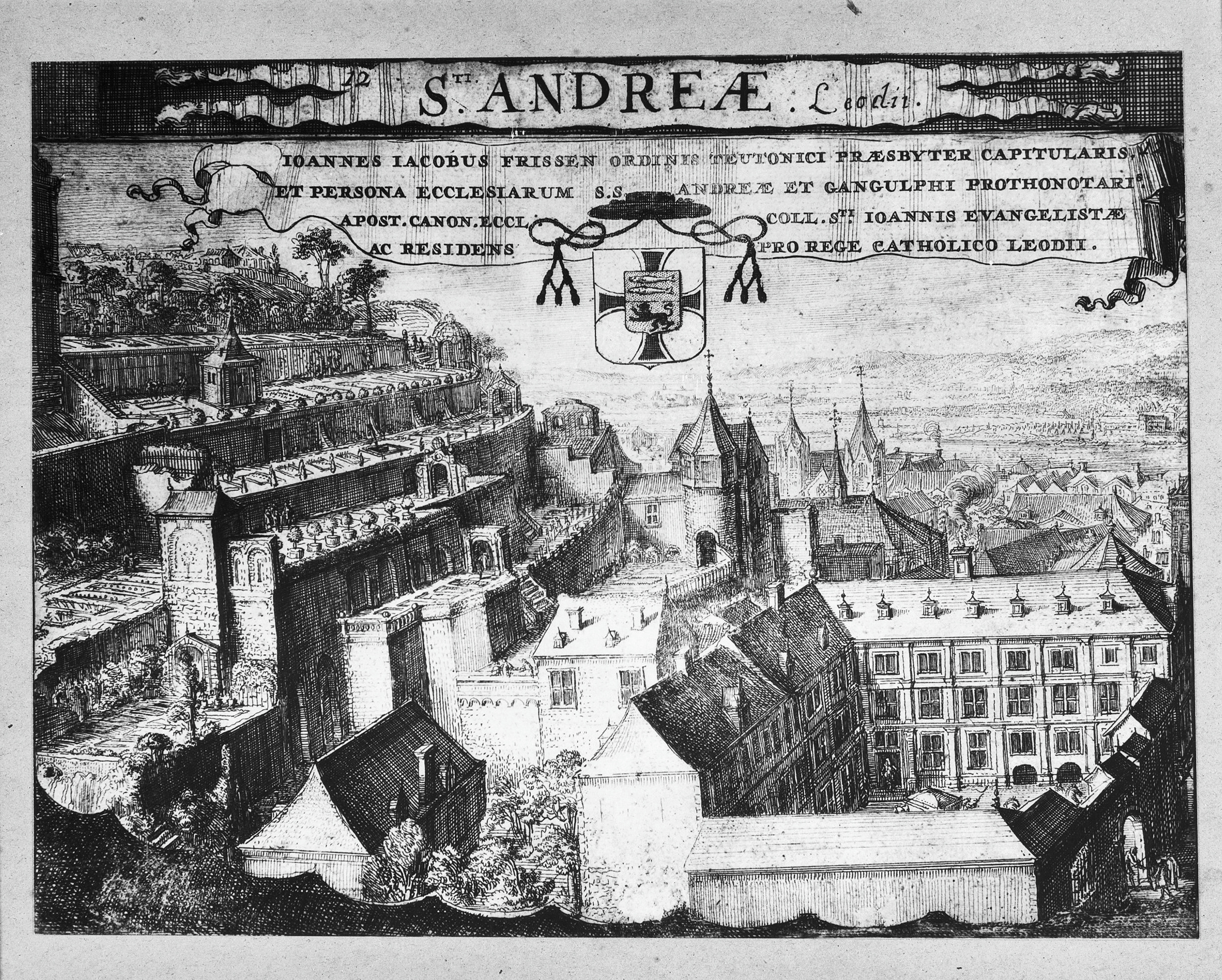
Ets door Romeyn de Hooghe

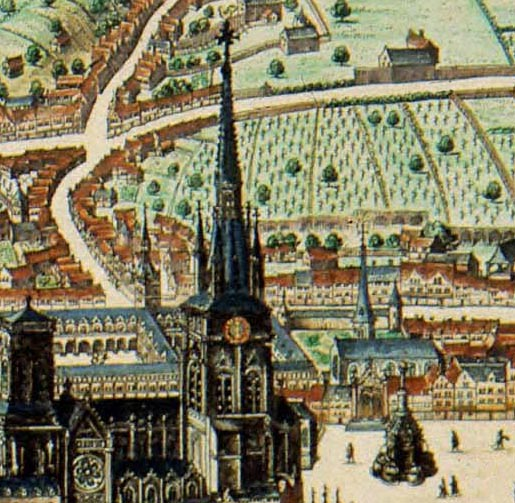
Detail kaart van Blaeu. Rechts de commanderij met daarboven de bijbehorende wijngaarden

De Commanderij van Sint-Andreas was van 1254 tot 1794 een commanderij van de Duitse Orde in de Belgische stad Luik. Het gebouw huisvest momenteel (2011) een afdeling van de politierechtbank.

## Geschiedenis
De Commanderij van Sint-Andreas is ontstaan in het jaar 1255 door de schenking van Jacob van Celles van het Huis van Celles, samen met het patronaatsrecht van de kerken van Sint-Andreas en Sint-Gangulfus te Luik aan de Balije Biesen van de Duitse Orde.
De commanderij omvatte behalve de Luikse stadsresidentie Sint-Andreas tevens de parochies Sint-Andreas en Sint-Gangulfus, alsmede het Hospitaal Mostard en het begijnhof Hors-Chateau. De Luikse commanderij behoorde tot de Balije Biesen van de Duitse Orde en was daarmee onderhorig aan de landcommanderij Alden Biesen te Bilzen-Rijkhoven. De plek bood voor de orderidders een toevluchtsoord onder de bescherming van de Luikse prins-bisschop. In de representatieve gebouwen aan de Pierreuse (nu Rue du Palais) resideerde de commandeur, ook wel grootpastor genoemd, die hoofd was van de balijepriesters en tevens pastoor van de beide parochies. De parochie van Sint-Andreas was een van de grootste van Luik met rond het midden van de 17e eeuw ongeveer 2250 zielen.
De commanderij werd in 1795 na de Franse Revolutie ontbonden. De laatste titularis vluchtte naar Westfalen met een deel van de archieven. In 1797 volgde de openbare verkoop en in 1920 werd de residentie aangekocht door de stad Luik.
In 1931 werden de gebouwen in gebruik genomen als politierechtbank. In 1971 werd het geheel een geklasseerd monument. In 2010 volgde een gedeeltelijke restauratie en werden de oorspronkelijke terrassen hersteld en toegankelijk gemaakt via een wandelpad.

## Lijst van commandeurs van Sint-Andreas
- Clarenbaldus de Vile
- Willem van Brustrem (genoemd 1290–na 1300)
- Thomas van Aken (1320–1330)
- Robertus van Waremme (genoemd 1335)
- Thomas van Aken (genoemd 1344, 1345, 1352)
- Henricus van Limborch (genoemd 1363–na 1368)
- Godeschalk van Aken (1370–1381)
- Alexander van Esden (1387–1418)
- Henricus Loemans (1418– ? )
- Lambert Lamboy (1423–1427)
- Willem van Rosmeer (1427–1434)
- Nicolaas Dessener (1434–1468)
- Nicolaas Goerts (1468–1471)
- Johannes Hoen (vanaf 1481 genoemd–1494)
- Johannes Kemp (1494–1496)
- Claes Azinarys (1496–1538)
- Claes van Mervell
- Lambert Wammis (1553–1570)
- Michael van den Cruys (1570–1590)
- Henricus Haling (1590–1628)
- Henricus de Bije (1628)
- Franciscus Rudolphi (1629–1646)
- Herman Fabritius (1646–1661)
- Georgius Moertbiers (1662–1677)
- Johan Jacob Frissen (1677–1702)[1]
- Paul Willem van Vuecht (1702–1717)
- Petrus Adam Nicolaas Daemen (1717–1720)
- Johan Coolen (1720–1726)[2]
- Willem Frans Cox (1726–1753)[3]
- Petrus Frans Theunissen (1753–1762)[4]
- Robert Laurent Christophe Lintermans (1763–1803)

## Cultureel erfgoed
Van het omvangrijke complex zijn nog diverse gebouwen bewaard gebleven, onder andere de voormalige kloosterkerk, de huidige Sint-Andreaskerk. De toren van Vieux Joncs (= Aldenbiesen) is, met de omliggende terrassen en muren gerestaureerd en biedt een fraai uitzicht over dit deel van de stad.

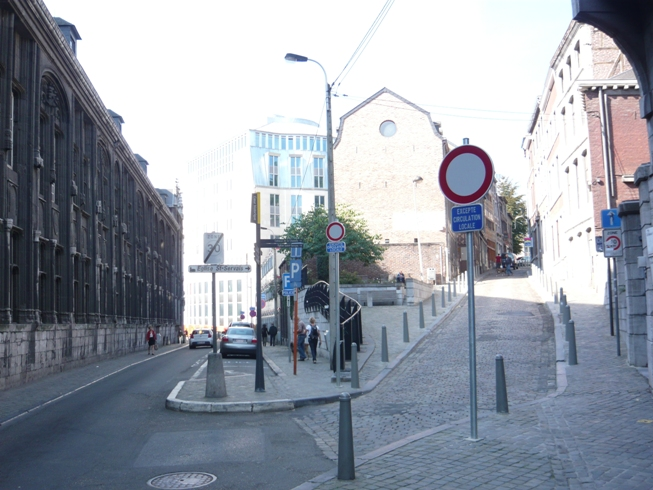
Rue Pierreuse (rechts)
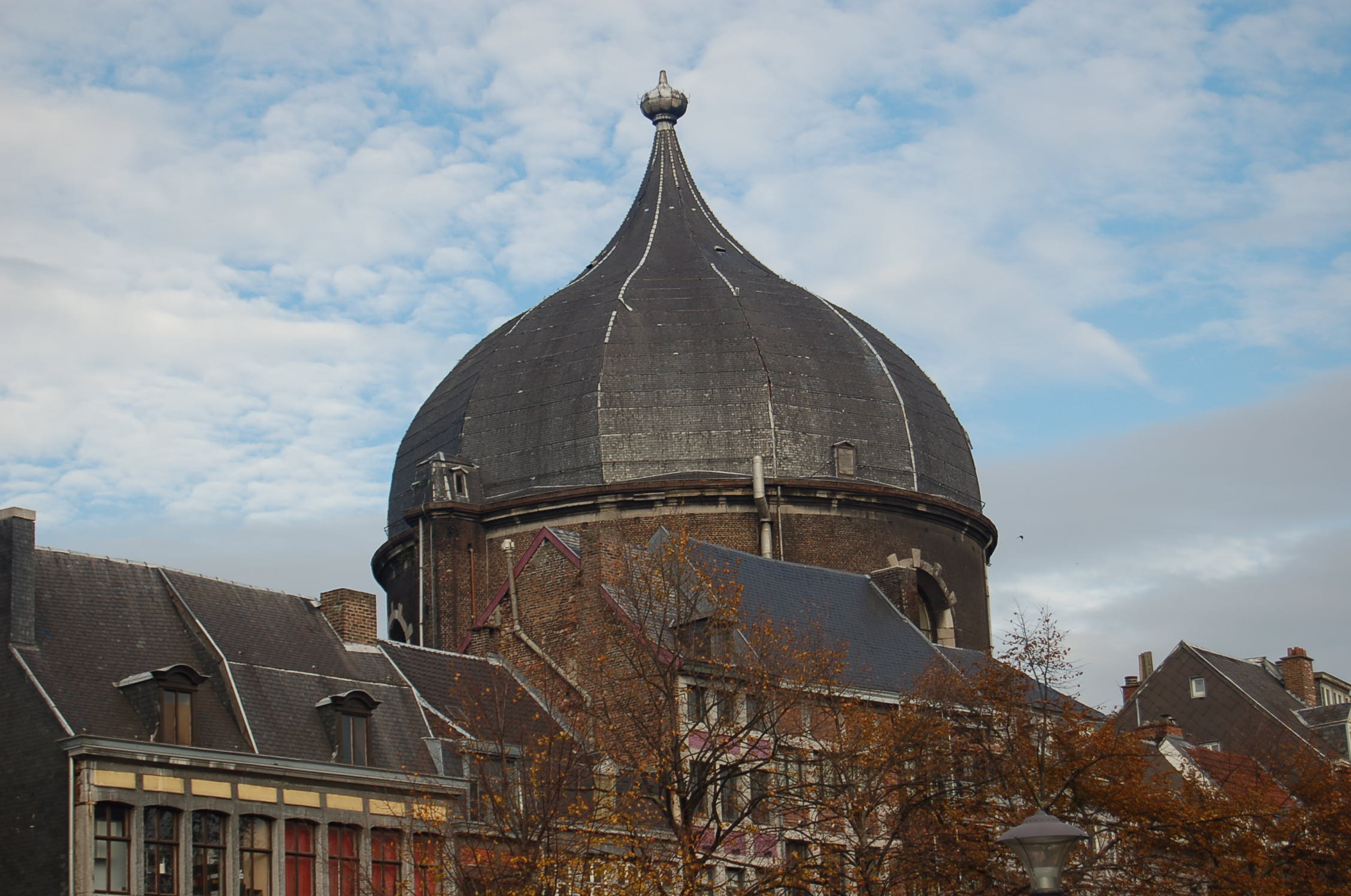
Koepel St-Andreaskerk
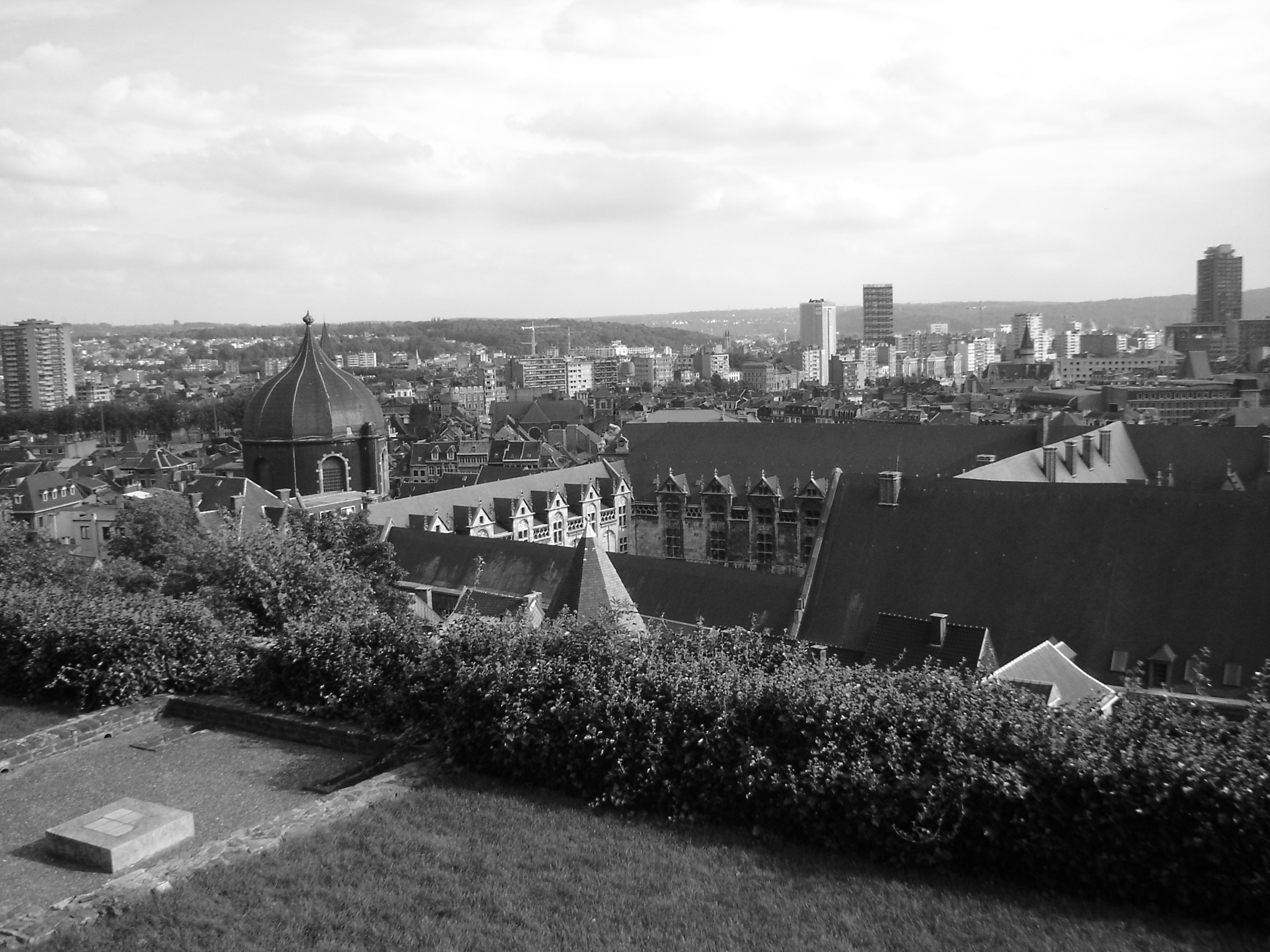
Terrassen vóór restauratie
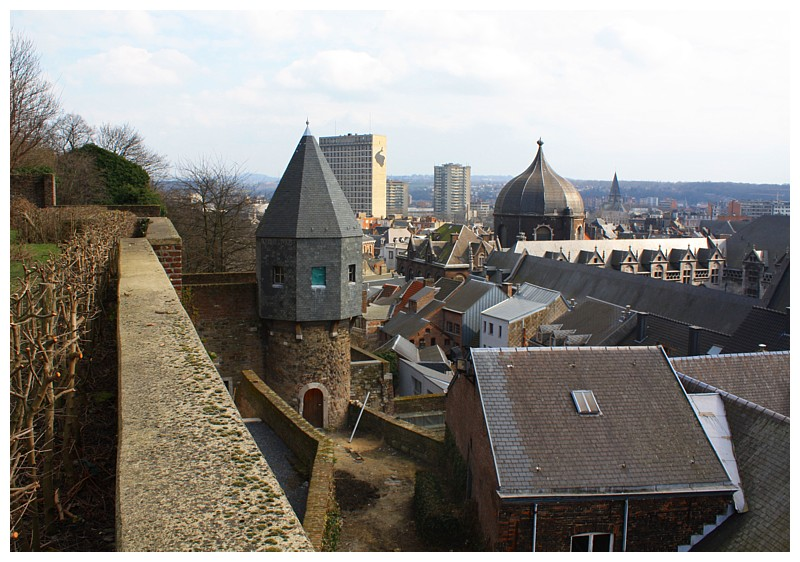
Toren van Vieux Joncs